# سرخس عتيق
السرخس العتيق (الاسم العلمي:†Archaeopteris) هو جنس منقرض من النباتات يتبع فصيلة السراخس العتيقة من رتبة السرخسيات العتيقة.
تعتبر أحفورة السرخس العتيق من الأحافير الدليلية المفيدة ووجدت في الطبقات التي ترجع إلى الفترة من الديفوني الأعلى إلى الفحمي المبكر (383 إلى 323 مليون سنة مضت) وكان هذا النبات منتشرا على صعيد عالمي.
اعتبر العديد من العلماء أن السرخس العتيق هو أقدم شجرة معروفة حتى تم اكتشاف الوتيازة في عام 2007. السرخس العتيق أكثر تشابهًا بالأشجار الحاملة للبذور الحديثة أكثر من الأنواع الأخرى التي تحمل الأبواغ إذا أن هذا النبات كان يحمل البراعم وله مفاصل مقواة للفرع وجذوع متفرعة مشابهة لأخشاب اليوم. وهو يجمع بين خصائص الأشجار الخشبية والسراخس العشبية وينتمي إلى مجموعة من النباتات المنقرضة التي يطلق عليها أحيانًا عاريات البذور البدائية وهي نباتات ذات الخشب الشبيه بأخشاب عاريات البذور ولكنها تنتج الأبواغ بدلاً من البذور.